# آمه نو اوزومه

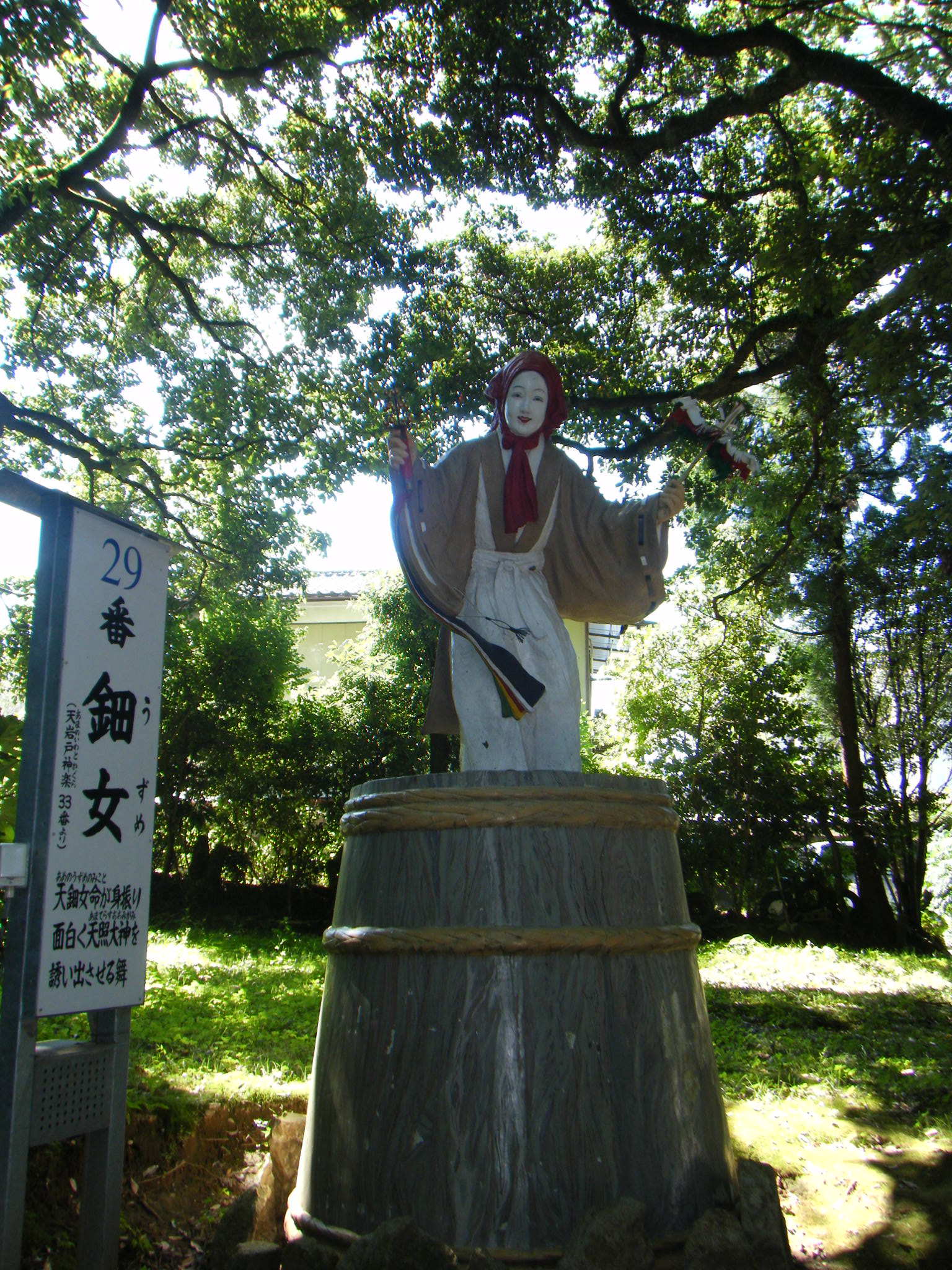
تندیس آما نو اوزومه

آمه نو اوزومه (به ژاپنی: 天宇受売命, 天鈿女命) در اساطیر ژاپنی و آئین شینتو، ایزدبانوی زیبای سپیده‌دم، کهن نمونهٔ شَمَن بانو، شادی و خوشحالی بود و به عنوان دختر آسمان‌ها و زن بی‌محابای بهشت شناخته می‌شد. نام او به معنای «زنی که آسمان را می‌چرخاند» است. او همچنین الهه سلامتی نیز بود و مردم با نوشیدن آب مقدسی که از رود او جریان پیدا می‌کرد، سلامتی خود را به دست می‌آوردند. اوزومه به‌طور گسترده برای نقش داشتن در داستان گم شدن ایزدبانوی خورشید، آماتراسو شناخته شده‌است. نام او همچنین به خاطر رقصیدن او، مانند رقص بیدار کردن مردگان، کاگورا (رقص تقلیدی) و رقص دیگری که نمادی از کاشت دانه است، آما نو اوزومه هم تلفظ می‌شود.

## بیرون کشیدن آماتراسو
ایزدبانوی خورشید آماتراسو، بزرگترین دختر ایزاناگی، الهه‌ای زیبا و مهربان بود که بر خورشید و زمین‌های آسمانی برنج که مردم ژاپن از آن تغذیه می‌کردند، حکمرانی می‌نمود. آماتراسو و تسوکویومی، خدای ماه، هر کدام به مسئولیت‌های خویش پرداختند؛ اما برادر آن‌ها، خدای توفان، سوسانو به مخالفت پرداخت و به جای حکمرانی بر دریا مشغول گریه و زاری گشت. ناله‌های او باعث از بین رفتن درختان و موجودات زنده گشت و سبب شد که پدرش وی را از بهشت بیرون براند. سوسانو پیش از بیرون رفتن از بهشت برای خداحافظی نزد خواهرش، آماتراسو، رفت. آماتراسو به زیارت برادرش بدگمان شد. اما سوسانو برای نشان دادن صمیمیت خود پیشنهاد مبارزه‌ای بر ایزدبانو عرضه کرد. بعد از مبارزه سوسانو شالیزارهای او را ویران کرد، یک اسب پوست کنده را بر روی بافته‌های او پرتاب کرد و به طرز وحشیانه‌ای یکی از دوشیزه‌های او را کشت. سوسانو همچنین بسیار به قدرت و محبوبیت خواهر زیبای خود حسد می‌ورزید. آماتراسو که از دست او بسیار خشمگین شده بود، خود را در غاری به نام آما نو ایواتو حبس کرده و ورودی غار را با تخته سنگ بزرگی بست.
ناپدید شدن او نور و زندگی را از این جهان گرفت و شیاطین حکومت بر زمین را به دست گرفتند. صدها تن از ایزدان و الهه‌ها به در ورودی غار آمده و التماس کردند که آماتراسو از آنجا خارج شود؛ ولی هیچ‌یک از آن‌ها موفق نشدند. بالاخره اوزومه با نقشه‌ای موفق شد او را از غار بیرون بکشاند. اوزومه آینه‌ای مقدس از جنس برنز بر روی درختی در جلوی در ورودی غار آویزان کرد و خود نیز شروع به رقصیدن درون یک وان بزرگ (در روایات دیگر بر روی بشکهٔ واژگون برنج ایستاد) شد. مراسم رقص مقدس او بسیار دیوانه‌وار و شهوی بود؛ پاهای خود را با ضربت بر روی وان می‌کوبید و شروع به عریان شدن گردید. این چنین شد که خدایان شروع به خندیدن و لذت بردن کردند. صدای بلند هیجان‌انگیز خنده و فریاد ایزدان حس کنجکاوی آماتراسو را برانگیخت. از دریچه نگاهی کرد و پرسید چه شده؟ به او گفتند که ایزدان از دیدن ایزدبانویی زیباتر از او مسرورند. او با ناباوری و به امید یک زیرچشمی نگاه کردن از غار خارج شد و به بازتاب خود در آینهٔ مقدس برنزی خیره گشت. او در حالی که مسحور تصویر خود شده بود، ایزدان دست او را گرفتند و از غار بیرون کشیدند و در ورودی غار را بستند که دیگر نتواند به آنجا بازگردد. این چنین بود که آماتراسو به آسمان بازگشت و یکبار دیگر زمین را با نور خود درخشان نمود.